# Sheroo Keeka
Sheroo Dara Keeka (11 de setembro de 1921 - 14 de setembro de 2006) foi uma política nascida na Índia em Tanganica. Em 1955 ela foi uma das três primeiras mulheres nomeadas para o Conselho Legislativo.

## Biografia
Nascida na Índia em 1921, Keeka frequentou o St. Xavier's College em Bombaim. Ela mudou-se para Tanganica, tornando-se diretora da Escola para Meninas Aga Khan em Dodoma em 1940, cargo que ocupou até 1944. Em 1953, ela tornou-se presidente da seção Dodoma da Sociedade Tanganica para a Prevenção da Crueldade com os Animais. O seu marido, Dara Framroze Keeka, também ex-aluno do St. Xavier's College, era um advogado proeminente e presidente do Conselho Municipal de Dodoma.
Em 1955 ela foi nomeada para o Conselho Legislativo representando a Província Central como uma das três primeiras mulheres, servindo até 1958. Posteriormente, ela fez campanha para 'Votos para Mulheres Casadas' e serviu como presidente da seção Dodoma do Conselho de Mulheres de Tanganica de 1958 a 1962. Ela também foi comissária das Guias Femininas em 1960 e membro do comité do ramo Dodoma da Cruz Vermelha Tanganica.